# Fony
Fony is een plaats (község) en gemeente in het Hongaarse comitaat Borsod-Abaúj-Zemplén. Fony telt 421 inwoners (2001).